# Teeth of Lions Rule the Divine
Teeth of Lions Rule the Divine byla britská drone/doom metalová hudební superskupina založená v roce 2001 v anglickém městě Nottingham členy jiných kapel působících v tomto žánru, jmenovitě zpěvákem Lee Dorrianem (Cathedral, Napalm Death), kytaristou Stephenem O'Malleym (Khanate, Sunn O))), Burning Witch, Thorr's Hammer), baskytaristou Gregem Andersonem (Goatsnake, Sunn O))), Burning Witch, Thorr's Hammer) a bubeníkem Justinem Greavesem (Iron Monkey, Electric Wizard, Crippled Black Phoenix).

Název je převzat od jména druhé skladby alba Earth 2: Special Low Frequency Version americké kapely Earth.
Debutové studiové album (a zároveň jediné vydané) Rampton vyšlo v roce 2002 u amerického vydavatelství Southern Lord Records.

## Diskografie
Studiová alba
- Rampton (2002)